# Pina Sacconaghi
Pina Sacconaghi (Monza, 21 marzo 1906 – Renate, 12 marzo 1994) è stata una pittrice italiana, ricordata per essere una delle fondatrici del Museo etnologico Monza e Brianza.

## Biografia
È nata da Guglielmo Sacconaghi, industriale tessile, e Cesarina Levati, ricamatrice. La madre, che era stata allieva di Paolo Borsa, professore di disegno e padre del più famoso Emilio Borsa, ne coltivò la naturale propensione all'arte.
Nel 1924 inizia a frequentare l'Accademia di Brera dove è allieva di Camillo Rapetti, Achille Cattaneo, Alcide Davide Campestrini e conosce il figlio Gianfranco Campestrini. avrà come professori anche Giuseppe Palanti e l'incisore Giuseppe Guidi (1881-1931) per i corsi di decorazione.
Ha frequentato anche i corsi dell'Accademia Internazionale d'Arte a Salisburgo, fondata da Oskar Kokoschka, conseguendovi premi.
Ha tenuto studio a Monza e a San Gimignano. Alla fine della sua vita, non avendo eredi diretti, decise di lasciare tutti i suoi averi per la costituzione di un museo. Grazie a questa sua donazione è nato il Museo etnologico Monza e Brianza.

## Mostre
La sua città natale nel giugno 2001 le ha dedicato la mostra retrospettiva "L'incanto della natura" nel Serrone della Villa Reale.
Nel marzo del 2012 la mostra "Il Museo per la donna: da Pina Sacconaghi ad Antonietta Colombo attraverso altre personalità femminili che hanno fatto il MEMB" organizzata dal MEMB stesso.
Dal 6 al 30 giugno 2016 un'altra mostra dal titolo "Pina Sacconaghi. La vita e le opere di una artista monzese" è stata organizzata a Monza presso il Mulino Colombo e l'Oasi San Gerardo.

## Premi e riconoscimenti
Nel 1986 ricevette dalla città di Monza il Giovannino d'oro.